# Fontsa-Touala
Fontsa-Touala est un Groupement de 2ème degré du département de Menoua, en pays bamiléké  situé dans la Région de l'Ouest du Cameroun. Il est proche des localités de Fokoué et Fotomena.

## Histoire
crée par l'arrêté n° 42 du 19 janvier 1982 déterminant les groupements traditionnelles de 2ème degré dans le Département de la Menoua. Du roi Fo'o Mbeungmo 1er dépositaire du village Tchola, à Fo'o Zemgo le conquérant qui agrandissait l'empire, puis s'en suivit Fo'o Tsohsing et puis le 4e de cette dynastie Fo'o Teikem. Et un jour vint un chasseur rusé, Venu de Banki, par l'actuel groupement Foreke Dschang, le roi Fo'o Mezamekeu 1er. ont suivit les roi : Fo'o Mbeungmo 1er, Fo'o Zemgo, Fo'o Tsohsing, Fo'o Teikem, .. Fo'o Donfack Kemdeng Martin et aujourd'hui, depuis 2017 Fo'o Kemdeng Donfack Joseph Cédrick.

## Géographie
Fontsa Toula est situé à une altitude de 1 455 mètres. Il se trouve à environ 41 km de Bafoussam, le chef lieu de la région, et à 227 km de Yaoundé, la capitale du Cameroun. Il appartient au vaste domaine du climat Camerounéen d'altitude qui caractérise toute la région de l'Ouest Cameroun. Deux saisons caractérisent ce climat à savoir, une longue saison de pluie qui dure 8 mois allant de mi-Mars à mi-Novembre et une courte saison sèche de 4 mois allant de mi-Novembre à mi-mars. Le village est située dans les hautes terres de l'Ouest-Cameroun. Son relief (en forme de V) est constitué d'une succession de hauts sommets qui alternent avec les vallées profondes. Le plus haut sommet est le mont Neyang (1885 m d'altitude)  à 5°22' de latitude Nord et 10° 08' de longitude Est.

### Reliefs
Les principaux sommets autour de Fontsa Toula sont :
- Mont Neyang
- Pic de Zantou
- mont Mveu[4].

### Hydrographie
Le village est traversé par plusieurs rivières et ruisseaux qui alimentent les terres agricoles.

## Économie et infrastructures
L'économie du village est essentiellement basée sur l'agriculture: la culture du maïs, haricot, autres céréales et légumineuses ainsi que l'élevage de volaille. 

## Villages voisins
Les villages proches de Fontsa Toula sont 
- Touala (3,5 km à l'est)
- Bandoum (6 km au sud-est)
- Fotomena (7 km au nord-est)
- Banki (7 km au nord-ouest)
- Fokoué (7 km au nord-est)[6].